# Palaquium obovatum
Palaquium obovatum là một loài thực vật có hoa trong họ Hồng xiêm. Loài này được (Griff.) Engl. mô tả khoa học đầu tiên năm 1890.